# Kleine smaragdbreedbek
De kleine smaragdbreedbek (Calyptomena viridis) is een zangvogel uit de familie Calyptomenidae.

## Beschrijving
De vogel is ongeveer 20 cm lang. Mannetje en vrouwtje verschillen onderling, het mannetje is glanzend groen met zwarte strepen op de vleugel het vrouwtje oogt doffer en heeft geen zwart patroon in het verenkleed. Het heeft een brede, met veren bedekte snavel en een korte, afgeronde staart. Het is de kleinste van de drie soorten smaragdbreedbekken.

## Leefwijze
Het voedsel van deze in kleine groepen levende vogel bestaat uit rijpende vruchten en knoppen, maar zo nu en dan eten ze ook insecten (vliegende mieren).

## Verspreiding en leefgebied
De kleine smaragdbreedbek komt voor in de tropische regenbossen van het schiereiland Malakka en de eilanden Borneo en Sumatra. De vogel komt voor in regenbossen in laagland en heuvelland tot een hoogte van 1300 m boven de zeespiegel. Het leefgebied bestaat uit schaduwrijke boomkronen van hoog geboomte, waardoor de vogel lastig is waar te nemen. Hij heeft de gewoonte om heel lang stil te zitten.
De soort telt drie ondersoorten:
- C. v. caudacuta: Malakka.
- C. v. viridis: Borneo, Sumatra en de nabijgelegen eilanden.
- C. v. siberu: Mentawai-eilanden (westelijk van Sumatra).

## Status
Het leefgebied van deze vogel wordt bedreigd door ontbossingen door houtkap, bosbranden en het omzetten van bos in landbouwgebied en daarom staat de kleine smaragdbreedbek als gevoelig op de Rode Lijst van de IUCN.